# Smicrips palmicola
Smicrips palmicola is een keversoort uit de familie Smicripidae. De wetenschappelijke naam van de soort is voor het eerst geldig gepubliceerd in 1878 door LeConte.